# Schwendi (Niemcy)
Schwendi – miejscowość i gmina w Niemczech, w kraju związkowym Badenia-Wirtembergia, w rejencji Tybinga, w regionie Donau-Iller, w powiecie Biberach, siedziba wspólnoty administracyjnej Schwendi. Leży w Górnej Szwabii, nad rzeką Rot, ok. 15 km na północny wschód od Biberach an der Riß.